# Districtul Thep Sathit
Thep Sathit (în thailandeză เทพสถิต) este un district (Amphoe) din provincia Chaiyaphum, Thailanda, cu o populație de 65.735 de locuitori și o suprafață de 875,6 km².

## Componență
Districtul este subdivizat în 5 subdistricte (tambon), care sunt subdivizate în 84 de sate (muban).
| Nr. | Nume          | În thailandeză | Sate | Locuitori |
| --- | ------------- | -------------- | ---- | --------- |
| 1.  | Wa Tabaek     | วะตะแบก        | 20   | 15,472    |
| 2.  | Huai Yai Chio | ห้วยยายจิ๋ว       | 20   | 13,939    |
| 3.  | Na Yang Klak  | นายางกลัก       | 15   | 13,347    |
| 4.  | Ban Rai       | บ้านไร่          | 15   | 11,515    |
| 5.  | Pong Nok      | โป่งนก          | 14   | 11,462    |